# NGC 1407
إن جي سي 1407 (بالإنجليزية: NGC 1407)‏ التي يرمز لها بالرمز NGC 1407، هي مجرة، في كوكبة النهر.

## الاكتشاف
اكتشفت في 6 أكتوبر 1785، بواسطة ويليام هيرشل.